# Mario Lavista
Pour les articles homonymes, voir Lavista.
Mario Lavista Camacho, né le 3 avril 1943 à Mexico où il est mort le 4 novembre 2021, est un compositeur mexicain.

## Œuvre

### Piano et orgue
- Mater Dolorosa, pour orgue
- Pieza Para un Pianista y un Piano, pour piano
- Simurg, pour piano

### Musique de chambre
- Trío (1976) pour violon, violoncelle et piano
- Quotations (1976) pour violoncelle et piano
- Antifonia, quintette mixte
- Cante, ensemble de guitares
- Canto del Alba, pour flûte
- Cinco Danzas Breves, quintette de bois
- Cuaderno de Viaje, pour violon ou violoncelle
- Danza de las Bailarinas de Degas, flûte et clavier
- Diacronia, quintette de cordes
- Dialogos, violon et clavier
- Elegia (a la muerte de Nacho), flûte et clavier
- Gargantua, quartette de cordes et ensemble de bois
- Lacrymosa, orchestre de chambre
- Marsias, hautbois et ensemble
- Natarayah, pour guitare
- Quotations, violoncelle et clavier
- Reflejos de la Noche, orchestre de cordes ou quatuor à cordes
- Responsorio in Memoriam Rodolfo Halffter, basson et ensemble
- Quatuor à cordes no 6
- Diacronía (1989) pour quatuor à cordes
- Tres Danzas Seculares, violoncelle et piano

### Orchestre
- Concerto pour violoncelle
- Continuo (1971)
- Lyhannh (1976)
- Clepsidra (1991) Commande de l'orchestre symphonique de San Antonio (en), pour le 300e anniversaire de la découverte de la rivière San Antonio (Texas) et créée sous la direction de Zdeněk Mácal. L'œuvre est dédiée à l'écrivain mexicain et ami du compositeur, Guillermo Sheridan (en).
- Ficciones
- Hacia el Comienzo, voix mezzo et ensemble
- Lyhannh

### Chansons
- Dos Canciones, voix mezzo et piano

### Opéra
- Aura (1989)

## Distinctions
- Bourse Guggenheim (1987)[1]
- Premio Nacional de Ciencias y Artes (1991)[1]
- Médaille Mozart (1991)[1]
- Prix Tomás Luis de Victoria (2013)